# Stazione di Seui
La stazione di Seui è una stazione ferroviaria al servizio del comune di Seui posta lungo la linea Mandas-Arbatax, utilizzata esclusivamente per i servizi turistici del Trenino Verde.

## Storia
La stazione fu costruita nella parte orientale di Seui dalla Società italiana per le Strade Ferrate Secondarie della Sardegna negli anni novanta dell'Ottocento, venendo attivata il 20 aprile 1894, data di inaugurazione del tronco ferroviario Villanova Tulo-Ussassai in cui è compresa, ultimo lotto della Mandas-Arbatax ad entrare in servizio.
Alla gestione SFSS nel 1921 subentrò quella della Ferrovie Complementari della Sardegna, a cui seguì nel 1989 la Ferrovie della Sardegna.
Sotto questa amministrazione l'intera Mandas-Arbatax fu destinata, a partire dal 16 giugno 1997, all'impiego per il solo traffico turistico legato al progetto Trenino Verde, fatto che portò alla cessazione dell'utilizzo regolare dello scalo. Da allora la stazione, che dal 2010 è gestita dall'ARST, viene utilizzata quasi esclusivamente nel periodo estivo (in cui è uno dei principali scali attivi sulla linea), restando per il resto dell'anno sostanzialmente priva di traffico. Dalla fine dell'estate 2017 la stazione è temporaneamente priva di traffico, per via della situazione dell'armamento ferroviario nel tratto della Mandas-Arbatax in cui è compresa.

## Strutture e impianti
La stazione di Seui è di tipo passante e comprende complessivamente sette binari, tutti a scartamento da 950 mm. Dinanzi al fabbricato viaggiatori sono presenti il binario uno (di corsa) ed il due (di incrocio), dotati di banchine per la ricezione dei treni viaggiatori. Dal binario uno hanno origine anche due tronchini che terminano ai lati degli edifici di stazione: quello sul lato est rappresenta la porzione superstite del binario che serviva l'ex piano caricatore del dismesso scalo merci, che comprendeva anche un ulteriore binario tronco passante sotto una sagoma limite e dotato di pesa carri. Dal binario due ha inoltre origine il fascio che serve la locale rimessa locomotive a due tronchini, uno dei quali collegato al binario di incrocio da due comunicazioni, di cui una transitante all'interno della piattaforma girevole della stazione. Sempre in questa parte dell'impianto si trova un rifornitore idrico a cisterna metallica su struttura portante in muratura; un altro di essi è posto nella parte ovest dello scalo.
Vari gli edifici presenti nella stazione: oltre alla rimessa del materiale rotabile l'impianto è dotato di un fabbricato viaggiatori a due piani (di cui solo quello inferiore in uso a fini ferroviari), avente pianta rettangolare e tetto a falde in laterizi, dotato di cinque accessi sul lato binari, di norma presenziato in periodo estivo dal Dirigente Movimento in servizio in loco. Adiacente al lato est dell'edificio ne è presente uno realizzato nell'area dell'ex piano caricatore, ospitante un punto informazioni turistiche del comune, mentre sul lato ovest sono presenti altre costruzioni minori, tra cui quella delle ritirate ed un deposito per il personale viaggiante.

## Movimento
Dall'estate 1997 la stazione è utilizzata esclusivamente per il traffico turistico, tuttavia dalla parte finale dell'estate 2017 nessuna relazione serve la struttura in quanto ricompresa in un tratto della Mandas-Arbatax provvisoriamente chiuso all'esercizio per problemi infrastrutturali.

## Servizi
Nel fabbricato viaggiatori dell'impianto sono presenti una sala d'attesa ed una biglietteria a sportello, mentre nel fabbricato attiguo è presente un punto informazioni per i turisti.
- Biglietteria a sportello
- Sala d'attesa
- Servizi igienici
- Ufficio informazioni turistiche

## Interscambi
Nei pressi dell'impianto è presente una fermata delle autolinee dell'ARST, che permettono il collegamento della stazione con alcuni centri del circondario oltre che con la stazione di Mandas e con Cagliari.
- Fermata autobus